# Nguyễn Phẩm
Nguyễn Phẩm (1900 – 1990) là một nghệ sĩ tuồng người Việt Nam thế hệ đầu tiên và đã được phong tặng danh hiệu Nghệ sĩ nhân dân. Ông có công rất lớn trong việc xây dựng và phát triển nghệ thuật Tuồng ở thế kỉ 20.

## Thân thế và sự nghiệp
Ông sinh năm 1900 (có tài liệu ghi ông sinh năm 1899) tại xã Điện Minh, Điện Bàn, tỉnh Quảng Nam. Ông sớm có năng khiếu về nghệ thuật, từ nhỏ đã mê hát bội. Khi được tuyển vào trường hát cụ Nguyễn Hiển Dĩnh, Nguyễn Phẩm phát triển tài năng rất nhanh. Ông được giao những vai kép mẫu mực mà người trong nghề coi là khó diễn như Kim Lân, Hoàng Phi Hổ, Địch Thanh, Triệu Đình Long,...
Vào những năm đầu thế kỷ 20, khoảng sau thế chiến thứ nhất (1914–1918), Nguyễn Phẩm được bà con yêu hát Bội ở các tỉnh miền Trung mến mộ. Nhân dân tỉnh Quảng Nam – Đà Nẵng xếp ông vào hàng “ngũ mỹ” (năm người đóng tuồng giỏi nhất) của tỉnh Quảng Nam: Lão văn ông Phẩm, lão vẽ ông Độ, kép ông Tảo (Đội Tảo, tức Nguyễn Nho Túy), nịnh ông Lai (Sáu Lai, tức Nguyễn Lai), tướng ông Thùy. Kháng chiến bùng nổ, ông gia nhập Đoàn Tuồng liên khu V do Hoàng Châu Ký thành lập năm 1952, cùng các nghệ nhân Nguyễn Lai, Phó Sơn, Ngô Thị Liễu, Nguyễn Nho Túy,... xây dựng đoàn. Năm 1954, ông tập kết ra Bắc. Năm 1976, viện sân khấu đã quay phim một số lớp Tuồng rất nổi tiếng của ông như vai Bao Công trong vở “Tra án Quách Hòe”. Quan Công trong vở “Giang đông phó hội” và lớp Vua đói trong vở “Lý Phụng Đình”. Vai vua đói đã trở thành một trong những vai diễn nổi tiếng nhất trong sự nghiệp của ông.
Trong quá trình hoạt động nghệ thuật, ông có rất nhiều vai diễn nổi tiếng như: Vua Đói (Lý Phụng Đình), Quan Công (Tam Quốc), Vua Trụ (Trầm Hương Các), Lý Khắc Minh (Tam Nữ Đồ Vương), Thiện Công (Lý Phụng Đình), Phương Cơ (Ngọn lửa Hồng Sơn)... nhiều vai diễn của ông được khán giả rất yêu thích. Không những thành công ở loại vai chính diện mà ông còn là bậc thầy ở cả vai đối lập. Điển hình như vai Trương Đồ Nhục trong vở Tuồng cùng tên hoặc vai thầy Nghêu trong vở “Nghêu – Sò - Ốc – Hến”, ông cũng nổi tiếng về các vai hài rất đặc sắc. 
Sau ngày miền Nam hoàn toàn giải phóng, ông về Đà Nẵng dựng các tiết mục cổ và đào tạo diễn viên cho đoàn Tuồng Quảng Nam Đà Nẵng. Sau đó còn giảng dạy khoa Tuồng ở Trường Nghệ thuật sân khấu Việt Nam cùng các nghệ sĩ Nguyễn Lai, Ngô Thị Liễu, Nguyễn Nho Túy đào tạo các lớp diễn viên trẻ. Ông được nhà nước Việt Nam phong tặng danh hiệu Nghệ sĩ Nhân dân vào đợt 2 năm 1988.